# Mudd Club
The Mudd Club war ein bekannter Nachtclub im Tribeca-Viertel von New York, der seit 1978 bestand. Der Besitzer Steve Mass eröffnete den Club 2001 neu in Berlin-Mitte.

## Geschichte

### New York

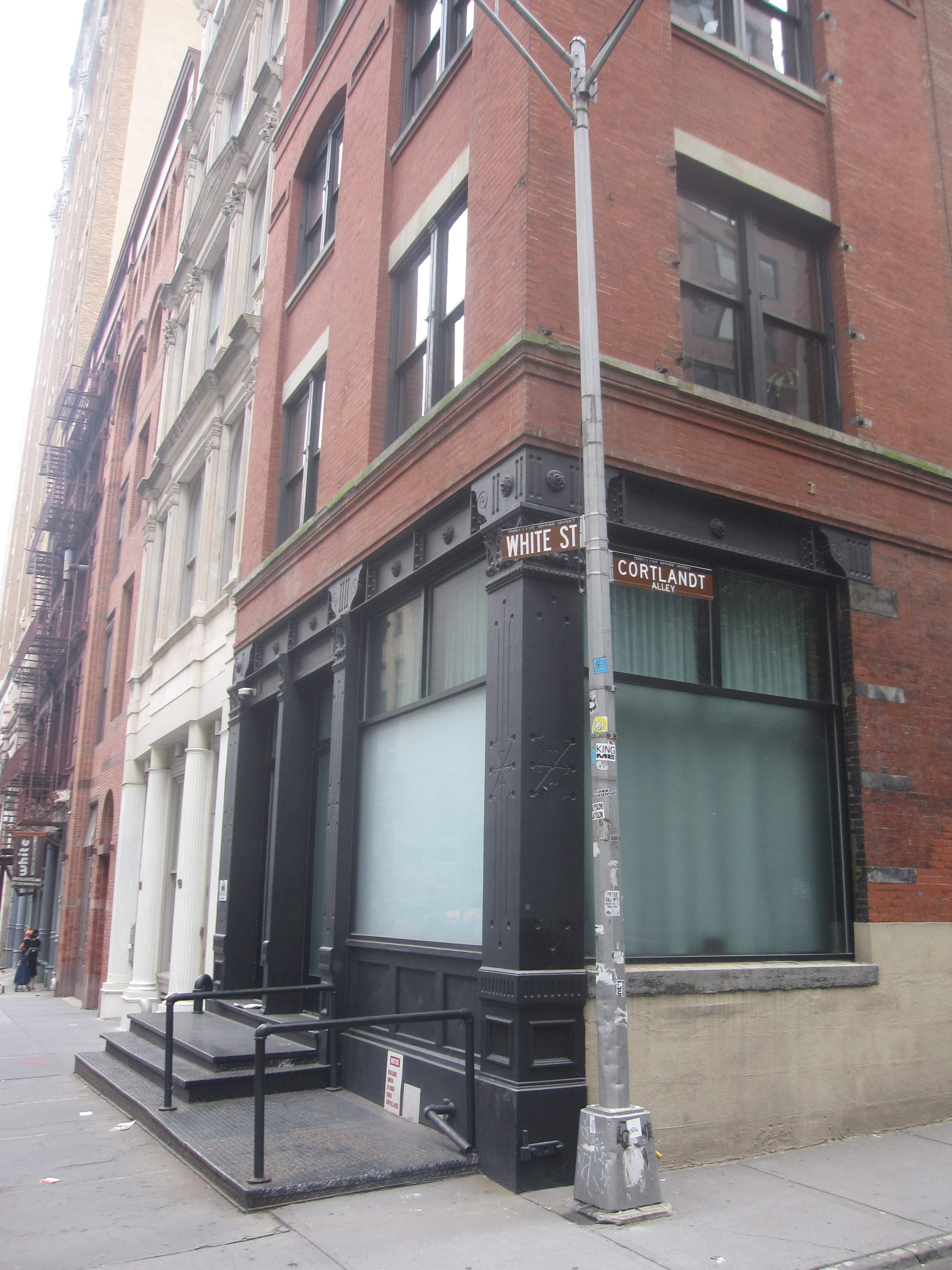
Die Fassade des ehemaligen New Yorker Mudd Club (2012)

Der Club wurde im Oktober 1978 vom Publizisten Steven Mass, dem Kunst-Kurator Diego Cortez und der Sängerin Anya Philips eröffnet. Er befand sich in einer Dachwohnung in der 77 White Street in Manhattan, die dem Künstler Ross Bleckner gehörte. Er wurde nach Samuel Mudd benannt, einem Arzt, der John Wilkes Booth nach dessen Attentat auf Abraham Lincoln behandelte. Mass gibt an, der Nachtclub sei mit nur 15.000 $ Startkapital gegründet worden. Um eine Lizenz zu bekommen, wurde er vor der Eröffnung als Kabarett deklariert.
Der Club hatte eine Bar, geschlechtsneutrale Toiletten und eine sich drehende Galerie im 4. Stockwerk. Es gab Livekonzerte in den Genres Punk, New Wave und experimentelle Musik.
Der Club wurde schnell zu einer festen Größe in der New-Yorker Undergroundszene. Er hatte einen Ruf als angesagt, oft sogar elitär. Viele angehende Kultpersonen aus Manhattan trafen sich hier, wie die Künstler Jean-Michel Basquiat, Keith Haring und Nan Goldin, und die Musiker David Byrne, Arto Lindsay, Lydia Lunch und Klaus Nomi.
Die Ramones erwähnten den Mudd Clubb in ihrem Song The Return of Jackie and Judy, ebenso die Talking Heads in ihrem Song Life During Wartime (1979). Frank Zappa machte sich in einem Song, der Mudd Club hieß und auf seinem Album You Are What You Is erschien, über den Club lustig.
Auch verkehrten um 1980 viele Hip-Hop-Pioniere wie Afrika Bambaataa oder Grandmaster Flash in diesem Club. Ein Graffiti-Künstler aus der Bronx, namens Fab Five Freddy, kannte die Leute im Klub und wurde von ihnen beauftragt eine Hip-Hop Party zu schmeißen, worauf er die Crème de la Crème der damals noch jungen Hip-Hop-Kultur in den Klub holte. Inspiriert durch die verschiedensten Stilrichtungen, die im Mudd Club zusammenkamen veröffentlichte Afrika Bambaataa 1982 die Single "Planet Rock", bei der eine Sample der deutschen Band "Kraftwerk" verwendet wurde.

### Berlin
2001 eröffnete Steve Mass den Club in der Großen Hamburger Straße in Berlin-Mitte wieder. Bis der Club 2008 wegen Bauarbeiten schloss, traten hier oft kleinere Independent-Bands auf.